# Jemensångare
Jemensångare (Curruca buryi) är en fågel i familjen sylvior inom ordningen tättingar. Den förekommer enbart sydvästra Arabiska halvön. IUCN kategoriserar den som nära hotad.

## Utseende och läte
Jemensångaren är en rätt stor medlem av familjen sylvior med en kroppslängd på 15 centimeter. Ovansidan är mörkbrun och undersidan vit. Näbben är något böjd, vingarna rätt kprta och stjärten ganska lång. Könen är lika. Sången är en kort trastliknande strof.

## Utbredning och systematik
Jemensångare förekommer i akaciasnår i södra Jemen och sydvästra Saudiarabien. Den behandlas som monotypisk, det vill säga att den inte delas in i några underarter. 

### Familje- och släktestillhörighet
Tidigare placerades den i släktet Parisoma och behandlades som en medlem av familjen timalior. Genetiska studier visar dock att den är en del av sylviorna. Där placerades den initialt i släktet Sylvia. Enligt studier från 2019 består dock Sylvia av två klader som skildes åt för hela 15 miljoner år sedan. Sedan 2020 delar BirdLife Sverige och tongivande internationella auktoriteten International Ornithological Congress (IOC) därför upp Sylvia i två skilda släkten, varvid jemensångaren förs till Curruca. Även eBird/Clements följde efter 2021.

## Levnadssätt
Jemensångaren påträffas i akaciaskogar, häckar och buskområden i bergstrakter. I Jemen frekventerar den skogsområden med Vachellia origena, i Saudiarabien även bland enar av arten Juniperus procera. Den livnär sig huvudsakligen av insekter men intar också frukt och nektar. Arten häckar mellan mars och juli. Paret håller ihop större delen av året.

## Status
Sentida uppskattningar visar att beståndet består av fler än 10.000 vuxna individer, fler än man tidigare trott. Den betraktas dock som fortfarande relativt liten och minskande till följd av habitatförstörelse. Internationella naturvårdsunionen IUCN kategoriserar därför arten som nära hotad.

## Namn
Fågelns vetenskapliga artnamn hedrar George Wyman Bury (1874-1920), engelsk upptäcktsresande och naturforskare tillika politisk tjänsteman i Arabien.